# Cantuaria huttoni
Espèce
Synonymes
- Arbanitis huttonii O. Pickard-Cambridge, 1880

Cantuaria huttoni est une espèce d'araignées mygalomorphes de la famille des Idiopidae.

## Distribution
Cette espèce est endémique de Nouvelle-Zélande.

## Étymologie
Cette espèce est nommée en l'honneur de Frederick Wollaston Hutton.

## Publication originale
- O. Pickard-Cambridge, 1880 : On some new and rare spiders from New Zealand, with characters of four new genera. Proc. zool. Soc. Lond., vol. 1879, p. 681-703 (texte intégral).